# Bharatiya Janata Party

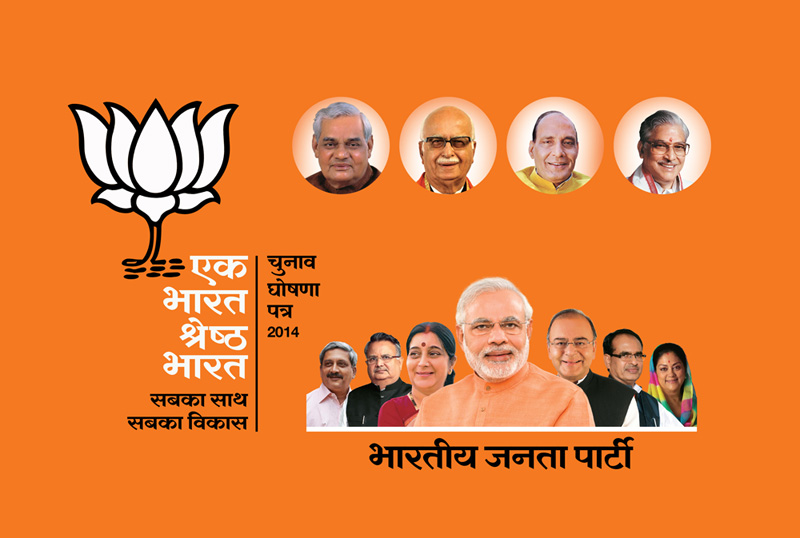
Titelblatt des BJP-Wahlprogramms 2014 mit prominenten Persönlichkeiten.
Obere Reihe von links nach rechts: Atal Bihari Vajpayee, Lal Krishna Advani, Rajnath Singh, Murli Manohar Joshi
Untere Reihe (v. l. n. r.): Manohar Parrikar, Raman Singh, Sushma Swaraj, Narendra Modi, Arun Jaitley, Shivraj Singh Chauhan, Vasundhara Raje.

Die Bharatiya Janata Party (BJP; Hindi भारतीय जनता पार्टी bhāratīya janatā pārṭī; Aussprache auf Hindiⓘ; „Indische Volkspartei“) ist eine rechtskonservative, teilweise auch als rechtsextrem bewertete hindu-nationalistische Partei in Indien. Sie zählt zu den „nationalen Parteien“ Indiens und hat nach eigenen Angaben über 170 Millionen Mitglieder (Stand Oktober 2022). Nach der Zahl der Mitglieder ist sie mit Abstand die größte Partei der Welt.
Seit ihrer Gründung im Jahr 1980 wuchs die BJP innerhalb von 20 Jahren zu einer der stärksten parlamentarischen Kräfte heran. Mittlerweile hat sie die Kongresspartei überflügelt und abgelöst. Zwischen 1998 und 2004 bildete die BJP die Regierung in Indien mit dem Premierminister Atal Bihari Vajpayee. Seit 2014 stellt sie erneut die indische Regierung unter Ministerpräsident Narendra Modi, der die indische Demokratie „in Richtung autokratisches System“ gerückt hat. Der BJP gehören auch die seit 2022 amtierende indische Staatspräsidentin Draupadi Murmu sowie deren von 2017 bis 2022 amtierender Vorgänger Ram Nath Kovind an.

## Parteigeschichte und ideologische Basis

### Vorläuferparteien
Der ideologische Vorläufer der BJP ist die 1951 gegründete Bharatiya Jana Sangh („Jan Sangh“), die 1977 in der neu gegründeten Janata Party aufging. Viele spätere führende BJP-Politiker der älteren Generation, wie Vajpayee und Lal Krishna Advani nahmen bereits in der Jan Sangh und in der Janata Party wichtige Positionen ein. Nach dem Zerfall der Janata Party in den Jahren 1978 bis 1979 und der Wahlniederlage bei der Parlamentswahl 1980 entstand die Jan Sangh neu, diesmal aber unter dem Namen ‚Bharatiya Janata Party (BJP)‘.

### Ideologische Zugehörigkeit zu den Hindutva-Organisationen
Die BJP ist ideologisch und organisatorisch eng mit einem Verbund von hindunationalistischen Hindutva-Organisationen, der sogenannten Sangh Parivar verknüpft. Hierzu gehören prominent der als nationales Freiwilligenkorps agierende Rashtriya Swayamsevak Sangh (RSS) und der selbsternannte Weltrat der Hindus Vishva Hindu Parishad. Der zentrale Gedanke dieser Organisationen ist letztlich der, dass Indien ausschließlich die Heimat und ein Land der Hindus sei. Zu den Hindus werden die in Indien entstandenen Religionen des Buddhismus, des Sikhismus und des Jainismus hinzugerechnet und als Teile der größeren Hindu-Gemeinschaft gesehen, die außerhalb Indiens entstandenen abrahamitischen Religionen des Christentums und des Islam werden hingegen als landesfremd wahrgenommen und ausgegrenzt. Insbesondere den Anhängern des Islams wird pauschal der Vorwurf gemacht, dass ihre Religion im Gefolge muslimischer Eroberer nach Indien vordrang. Es gelte, das Selbstbewusstsein und die Position der Hindus zu stärken und zu verhindern, dass sich andere Religionen noch weiter ausbreiten. ‚Hindutva‘ wird in der BJP als ein kultureller Nationalismus verstanden, der die indische Kultur alleine mit den Hindus identifiziert, deren Dominanz von den Minderheiten akzeptiert werden müsse.
Es besteht eine enge Verzahnung mit dem RSS, bereits 1992 war jeder zweite Funktionsträger der BJP entweder Funktionär oder Mitglied des RSS und der militante RSS stellte innerhalb der Partei eine wichtige Gruppe dar, seit den Wahlen 2019 haben 38 von 53 Bundesministern der BJP einen RSS-Hintergrund.

### Kommunalistische Themensetzung
In den ersten eineinhalb Jahrzehnten ihres Bestehens hatte die BJP bei vielen Beobachtern und ihren politischen Gegnern den Ruf einer ausgesprochenen „Krawallpartei“, die systematisch die Emotionen der Massen aufstachelte und kommunalistisches Gedankengut beförderte. Besonders der ehemalige Parteipräsident, Innenminister und stellvertretende Premierminister Lal Krishna Advani erwarb sich einen Ruf als Hardliner. Die politischen Führer der BJP nahmen in Kauf, dass es bei den von ihnen organisierten Massenveranstaltungen zu unkontrollierten und unkontrollierbaren Gewaltausbrüchen der aufgewiegelten Volksmassen kommen konnte, und instrumentalisierten diese Ausbrüche für ihre Zwecke. Den Höhepunkt dieser Politik bildete 1992 der von der BJP und ihren hindunationalistischen Schwesterorganisationen organisierte Pilgerzug hin zur Babri-Moschee im nordindischen Ayodhya, die nach der Überlieferung auf den Grundmauern eines zerstörten Hindu-Tempels am Geburtsort des Hindu-Gottes Rama errichtet worden war. Was als reiner Pilgerzug angekündigt war, endete in einem vandalistischen Gewaltakt, als die Moschee am 6. Dezember 1992 durch Hunderttausende Hindu-Pilger buchstäblich dem Erdboden gleichgemacht wurde. Als Reaktion darauf folgten monatelange Gewaltausbrüche zwischen Hindus und Muslimen in ganz Indien, besonders in Mumbai, die Tausende Tote forderten. Auch bei den dem Zugbrand von Godhra folgenden Gewaltausbrüchen in Gujarat 2002 zwischen Hindus und Muslimen wurden der damaligen BJP-Regierung Gujarats zumindest Untätigkeit vorgeworfen.

### Bundesregierungen der BJP

#### Gemäßigte Regierungspraxis unter Atal Bihari Vajpayee
Das Auftreten und Agieren der BJP hatte sich in ihrer damaligen Regierungsverantwortung während der Legislaturperiode 1998/99 bis 2004 unter Atal Bihari Vajpayee stark gemäßigt. Die Schreckensszenarien, die von ihren politischen Gegnern im Falle ihres Machtantritts vorhergesagt wurden, erfüllten sich damals nicht. Allerdings war die Regierung Vajpayee zur Durchsetzung ihrer Vorhaben auch auf zahlreiche nicht-hindunationalistische Koalitionspartner angewiesen. Damals war die BJP um ein moderates, konservatives und zugleich modernes Erscheinungsbild in der Öffentlichkeit bemüht. Von einigen westlichen Autoren wurde die BJP 2007 noch als „nationalkonservativ“ eingestuft.

#### Radikalisierung unter Narendra Modi
Nach dem Machtantritt Narendra Modis 2014 setzte eine Radikalisierung ihrer Politik und ihres Vorgehens ein. Politikwissenschafter sehen die Gefahr einer Umformung der indischen Demokratie und sprechen von einer Autokratisierung oder der Gefahr eines Wechsels in den Autoritarismus. Gesehen wird ein breites Ausgreifen auf tragende Institutionen des demokratischen Indiens, darunter die Wahlkommission, die Regierungsbürokratie, das Parlament, Medien und die höhere Beamtenschaft. Das politische System werde von oben nach unten auf die Machtausübung durch Narendra Modi ausgerichtet, die indische Demokratie ersticke. Die politische Gewalt gegen Moslems und politische Gegner nimmt stark zu, unter Instrumentalisierung staatlicher Strukturen und dem Aufbau von Gewaltstrukturen jenseits des Gewaltmonopols des Staates. Träger dieser Gewalt sind hindunationalistische Gruppen, die im Windschatten und unter Duldung und Förderung der BJP als Vigilanten tätig werden. Der französische Indologe Christophe Jaffrelot sieht im von der BJP regierten Indien bereits heute – Stand 2021 – eine illiberale ethnische Demokratie, er befürchtet einen weiteren Übergang in den Autoritarismus, Eviane Leidig sieht eine rechtsextreme Regierung. James Manor zählt Indien mit anderen Politikwissenschaftlern und Verweis auf entsprechende Vergleichsstudien zu den sich stark autokratisierenden Ländern der Erde, lediglich formal würden die etablierten Strukturen bleiben, tatsächlich aber würden sie unterwandert, ausgehöhlt und nach dem Willen Modis gesteuert. Sicherheitsbehörden würden politisch motivierte Ermittlungen gegen missliebige Gegner starten, um diese einzuschüchtern, der akademische Diskurs sei in seiner Freiheit durch gewalttätige Hindutva-Aktivisten stark reduziert. Freedom House und das schwedische V-Dem Institute, welche beide den Freiheitsgrad von Staaten und Demokratien messen, stuften die indische Demokratie herab. Einer weniger pessimistischen Einschätzung zufolge ist die indische Demokratie zwar bedroht und mittlerweile zu einer illiberalen Demokratie geworden, jedoch sei es letztlich nicht wahrscheinlich, dass die BJP unter Modi eine autokratische Herrschaft werde errichten können. Dafür seien die einzelnen Bundesstaaten, die nur teilweise von der BJP regiert würden, zu unterschiedlich und da sie über ihre Staatspolizeien und Behörden eigenständig verfügen könnten, sei die Position widerständiger Staaten auch nur schwer zu erschüttern. Gleichfalls verfüge Indien über eine starke Zivilgesellschaft, die hinhaltenden Widerstand leisten könne.

### Parteifarbe Safran
Die Parteifarbe der BJP ist das Safran-Orange, das als Farbe des Hinduismus gilt und von der gesamten Hindutva-Bewegung benutzt wird. In der englischsprachigen indischen Presse wird die BJP daher häufig als die saffron party bezeichnet. Für ihre Politik der Hindutva wird gelegentlich der (meist kritisch gemeinte) Begriff saffronisation („Safranisierung“) gebraucht und für Gewaltakte von Hindu-Nationalisten gibt es den Begriff saffron terror. Die Ideologie von Bewegung und Partei wird teilweise als saffron fascism bezeichnet. Das Parteisymbol ist die Lotosblume, die im Hinduismus und auch Buddhismus große Bedeutung hat. Sie gilt als Symbol der Reinheit und traditionell werden viele Gottheiten in einer geöffneten Lotosblüte sitzend dargestellt.

## Gründe für den Aufstieg der BJP
Die Vorläuferpartei der BJP, die Jan Sangh, konnte bei den gesamtindischen Wahlen in den Jahren 1951 bis 1971 nie mehr als 10 % der Wählerstimmen für sich gewinnen. Das Wählerpotential der BJP lag ursprünglich bei etwa 10 bis 15 % der Wählerschaft. In den 1990er Jahren realisierten die BJP-Parteistrategen, dass mit diesem Wählerstamm und bei der gleichzeitigen entschiedenen Ablehnung der hindu-nationalistischen Ideologie durch fast alle anderen indischen Parteien keine Regierungsmehrheit zu erlangen war. Als die BJP beispielsweise nach der Parlamentswahl 1996 zur stärksten Partei im Parlament aufgestiegen war, lehnten es fast alle dort vertretenen Parteien ab, eine BJP-geführte Minderheitsregierung auch nur zu tolerieren. Die 1990er Jahre waren außerdem durch eine extreme Zersplitterung des indischen Parteienspektrums gekennzeichnet. Keine Partei schien mehr in der Lage, trotz des relativen Mehrheitswahlrechts, alleine die absolute Mehrheit zu erlangen, wie das noch in den vorangegangenen Jahrzehnten immer der Fall gewesen war. Daher begann die BJP Wahlbündnisse und Koalitionen mit anderen kleinen Parteien zunächst auf lokaler bundesstaatlicher Ebene abzuschließen. Vor der gesamtindischen Wahl 1998 gelang schließlich die Bildung eines großen Multiparteien-Zweckbündnisses unter Führung der BJP, der National Democratic Alliance (NDA). Die NDA existiert bis heute, allerdings in deutlich wechselnder Zusammensetzung.
Der Aufstieg der BJP zu einer der führenden indischen Parteien in den 1980er und 1990er Jahren hatte mehrere Gründe. Zum einen war die Kongresspartei von den Zeiten Indira Gandhis her personell völlig auf die Nehru-Gandhi-Familie fixiert, so dass die Politik der Kongresspartei weitgehend von einigen wenigen Mitgliedern dieser Familie bestimmt wurde, was sich nachteilig auf die Herausbildung einer kompetenten Führungselite auswirkte. Nach dem Tod Indira Gandhis 1984 geriet die Kongresspartei in eine Führungskrise. Außerdem wurde ihr Ansehen durch Korruptionsskandale erschüttert. Sie verlor einen Teil ihrer bisherigen integrierenden Kraft, und viele ihrer Wähler (vor allem Angehöriger niederer Kasten und Muslime) wandten sich von ihr ab und begannen, andere Parteien zu wählen. Die BJP ist dagegen bis heute relativ frei von Nepotismus geblieben. Familienclans, die dominant die Parteipolitik bestimmen, wie das in sehr vielen indischen Parteien der Fall ist, gab es dort nie. Beide Premierminister, die die BJP bisher gestellt hat (Vajpayee und Modi), waren bzw. sind unverheiratet und haben bzw. hatten keine Nachkommen mit Posten zu versorgen. Zum zweiten war die BJP durch eine vergleichsweise straffe interne Parteiorganisation und -disziplin gekennzeichnet, wozu die ideologische Schulung durch den RSS beigetragen haben mag, die sich in der Politik und bei Wahlen vorteilhaft auswirkte. Die meisten anderen Parteien, darunter auch die Kongresspartei, waren dagegen von wiederholten Abspaltungen einzelner größerer Fraktionen oder regionaler Parteiorganisationen betroffen, was bei der BJP nicht vorkam. Und drittens verfügte die BJP in dieser Zeit über fähige und organisatorisch geschickte Führungspersönlichkeiten an ihrer Spitze, namentlich Atal Bihari Vajpayee und Lal Krishna Advani.

## Entwicklung seit dem Jahr 1998, Regierungszeiten unter der BJP
Der erste indische Premierminister aus den Reihen der BJP war Atal Bihari Vajpayee. Er amtierte kurz 1996 und dann von 1998 bis 2004. Vajpayee war ein Mann des gemäßigten Flügels der BJP, der auch weit über seine Partei hinaus in der indischen Wählerschaft erhebliches Ansehen genoss. Die im Vorfeld bei Wahlen vielfach geäußerten Befürchtungen hinsichtlich einer BJP-geführten Regierung erfüllten sich zu großen Teilen nicht. Allerdings war Vajpayee auch auf seine vielen Koalitionspartner angewiesen, die eine Hindutva-Politik nicht mitgemacht hätten. Unter seiner Regierung erfolgte eine weitere Liberalisierung der Wirtschaft, die außenpolitische Stilisierung Indiens als aufstrebende Macht, z. B. mit Atomwaffentests, und bemerkenswerterweise auch Versuche einer Entspannungspolitik mit dem vermeintlichen Erzfeind Pakistan.
Die Parlamentswahl 2004 führte trotz der scheinbar relativ positiven Bilanz der Vajpayee-Regierung zum Verlust der Regierungsmehrheit. Dies wurde zum einen auf das Überlaufen der kleineren NDA-Parteien in das Lager der rivalisierenden Kongresspartei zurückgeführt, zum anderen auf einen schlechten Regierungsstil auf bundesstaatlicher Ebene. Eine Rolle spielten vermutlich auch die Gujarat-Pogrome und eine verfehlte Wahlkampagne, die die BJP unter der Parole India Shining („Strahlendes Indien“) geführt hatte. Gerade die ärmere Bevölkerung konnte sich nur schwer mit dieser identifizieren.
Bei der Parlamentswahl 2009 schnitt die BJP ebenfalls relativ enttäuschend ab. Dies wurde im Wesentlichen auf zwei Faktoren zurückgeführt. Zum einen beurteilten die Wähler insbesondere die Wirtschaftspolitik des amtierenden Ministerpräsident Manmohan Singh (Kongresspartei) als relativ erfolgreich. Zum anderen genoss der BJP-Spitzenkandidat Lal Krishna Advani den Ruf eines Hindu-Ideologen und kompromisslosen hardliners, so dass er für viele Wähler damit nicht wählbar war.
Bei der Parlamentswahl 2014, bei der sich ihr Spitzenkandidat Narendra Modi, der ehemalige Chief Minister von Gujarat, als dynamischer und un-ideologischer Modernisierer inszenierte, kam es zu einem Erdrutschsieg der BJP. Mit 31 % der Stimmen und begünstigt durch das relative Mehrheitswahlrecht erlangte sie die absolute Mehrheit (51,9 %) der Parlamentssitze. Zusammen mit den verbündeten Parteien der National Democratic Alliance verfügt sie über 334 Mandate in der Lok Sabha, dies sind 61,5 % der Gesamtmandate. Auch bei den Wahlen zu den Regionalparlamenten in Maharashtra, Haryana, Jharkhand, Goa und Jammu und Kashmir im Jahr 2014 war die BJP sehr erfolgreich. 2016 gewann die BJP sogar die Wahl in Assam, wo sie lange Zeit kaum eine Rolle gespielt hatte, während die wichtige Wahl in Bihar 2015 verloren ging.
Bei der Parlamentswahl 2019 gewann die BJP an Stimmen und Sitzen hinzu. Die Bilanz der BJP-Wirtschaftspolitik fiel nach internationalen Urteilen gemischt aus: zwar hohes Wirtschaftswachstum und Erfolge bei der strukturellen Modernisierung, aber auch eine hohe Arbeitslosigkeit, und eine nur geringe Verbesserung der Lebensverhältnisse der Ärmsten. Im Vorfeld der Wahl versuchte die BJP-Parteiführung, mit einem starken Auftreten gegenüber Pakistan zu punkten und mit dem Versprechen einer rigiden Staatsbürgerschafts- und Anti-Einwanderungspolitik Stimmen im indischen Nordosten zu gewinnen.

## Liste der Parteivorsitzenden
Die folgende Liste führt die Parteivorsitzenden (Parteipräsidenten) der BJP seit der Gründung 1980 auf.
| Amtszeit  | Name                 |
| --------- | -------------------- |
| 1980–1986 | Atal Bihari Vajpayee |
| 1986–1990 | Lal Krishna Advani   |
| 1991–1993 | Murli Manohar Joshi  |
| 1993–1998 | Lal Krishna Advani   |
| 1998–2000 | Kushabhau Thakre     |
| 2000–2001 | Bangaru Laxman       |
| 2001–2002 | Jana Krishnamurthy   |
| 2002–2004 | Venkaiah Naidu       |
| 2004–2005 | Lal Krishna Advani   |
| 2005–2009 | Rajnath Singh        |
| 2009–2013 | Nitin Gadkari        |
| 2013–2014 | Rajnath Singh        |
| 2014–2020 | Amit Shah            |
| seit 2020 | Jagat Prakash Nadda  |

## Wahlergebnisse
Die folgende Tabelle zeigt die Wahlergebnisse (gewonnene Mandate) der BJP bei den landesweiten Parlamentswahlen. Da das geltende Mehrheitswahlrecht große Parteien begünstigt, erzielte die BJP bei allen Wahlen außer 1984 deutlich mehr Mandate, als ihr bei einer Verhältniswahl zugefallen wären.
| Jahr | Wahl                    | Stimmen- anteil | Parlaments- sitze |
| ---- | ----------------------- | --------------- | ----------------- |
| 1984 | Wahl zur Lok Sabha 1984 | 07,74 %         | 2/514             |
| 1989 | Wahl zur Lok Sabha 1989 | 11,36 %         | 85/529            |
| 1991 | Wahl zur Lok Sabha 1991 | 20,11 %         | 120/521           |
| 1996 | Wahl zur Lok Sabha 1996 | 20,29 %         | 161/543           |
| 1998 | Wahl zur Lok Sabha 1998 | 25,59 %         | 182/543           |
| 1999 | Wahl zur Lok Sabha 1999 | 23,75 %         | 182/543           |
| 2004 | Wahl zur Lok Sabha 2004 | 22,16 %         | 138/543           |
| 2009 | Wahl zur Lok Sabha 2009 | 18,80 %         | 116/543           |
| 2014 | Wahl zur Lok Sabha 2014 | 31,34 %         | 282/543           |
| 2019 | Wahl zur Lok Sabha 2019 | 37,76 %         | 303/543           |
| 2024 | Wahl zur Lok Sabha 2024 | 36,6 %          | 240/543           |